# Борская низменность
Борская низменность (словац. Borská nížina) — часть Венского бассейна в западной Словакии, на территории Загорья. Естественной границей на западе является река Морава, на востоке — Малые Карпаты. Общая площадь составляет примерно 1000 км².
Низменность покрыта сосновыми лесами — борами, откуда и происходит её название. Находится на крайнем западе страны, граничит с Чехией и Австрией. На её территории расположен город Малацки, самый западный город Словакии.